# Sukapura (Cilincing)
Sukapura is een kelurahan in het onderdistrict Cilincing in het noorden van Jakarta, Indonesië. De wijk telt 77.352 inwoners (volkstelling 2010).